# Hohenlohekreis
Hohenlohekreis este un Kreis în landul Baden-Württemberg, Germania.